# Iglesia de San Pedro Claver (Cartagena)
La Iglesia de San Pedro Claver es un templo colombiano de culto católico dedicado a San Pedro Claver, cuyos restos se encuentran en su altar mayor. Se localiza en la esquina de la calle 31 con carrera 4, justo frente a la Plaza de la Aduana, en pleno sector histórico de la ciudad de Cartagena de Indias. Pertenece a la jurisdicción eclesiástica de la arquidiócesis de Cartagena de Indias y es administrado por la Compañía de Jesús.
El templo  hace parte de un conjunto de edificios religiosos que se complementa con el Claustro de San Pedro Claver y el museo arqueológico. Fue construido entre 1580 y 1654, bajo los parámetros de las construcciones coloniales. Originalmente fue conocida como iglesia de San Juan de Dios, desde 1622 se le llamó iglesia de San Ignacio de Loyola y en la actualidad recibe el nombre de San Pedro Claver. 
Por su significado histórico, valor arquitectónico y cultural, el templo, fue declarado Monumento Nacional por medio del decreto 1.911 del 2 de noviembre de 1995. Una de las iglesias preferidas para llevar a cabo bodas en Cartagena, por su carga histórica y encanto. Al lado queda el Santuario Museo San Pedro Claver, un espacio propicio para conocer más detalles de la vida del Patrono de los Derechos Humanos, San Pedro Claver.

## Galería

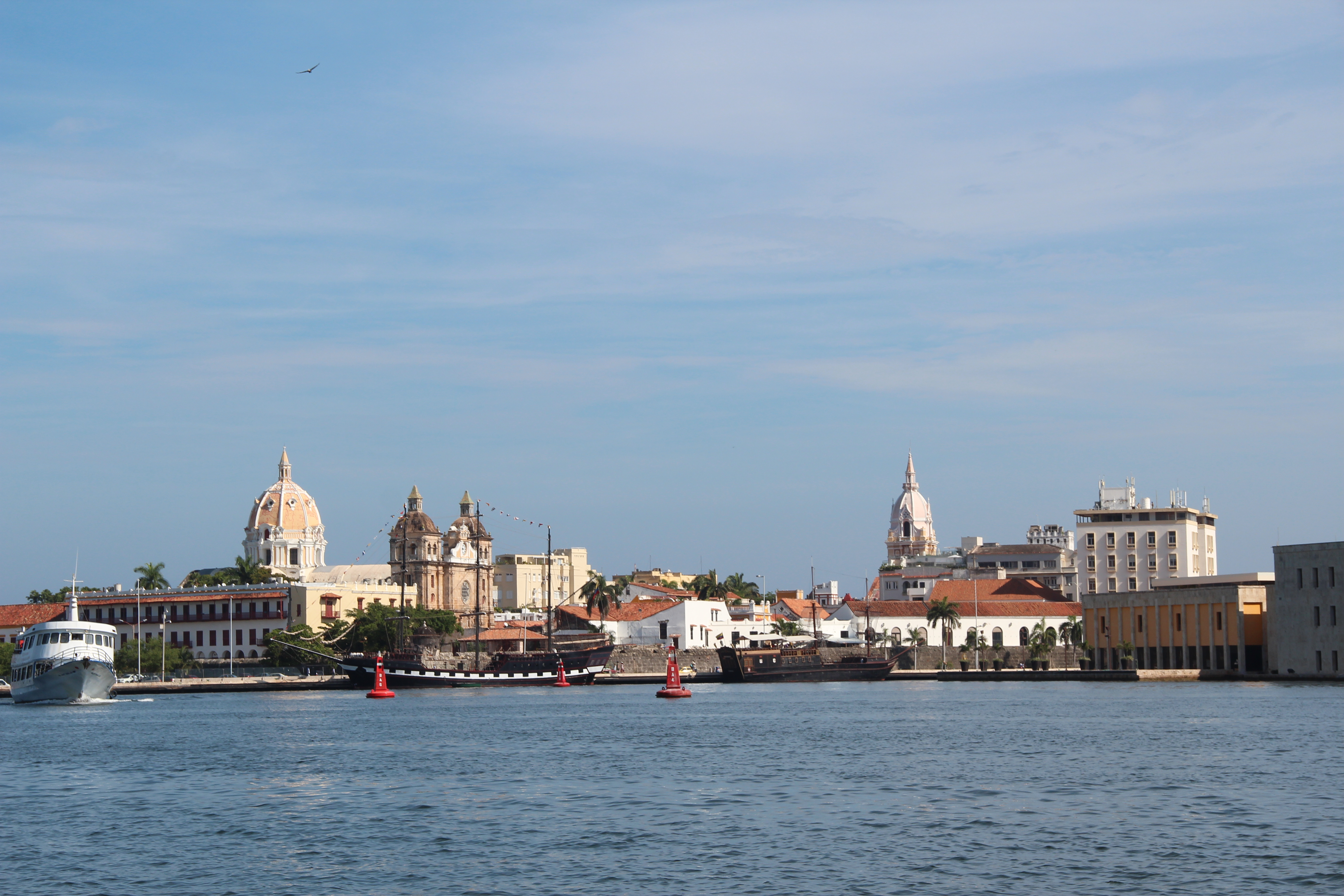
Panorámica de Cartagena de Indias, con la Catedral de San Pedro Claver desde la Bahía.
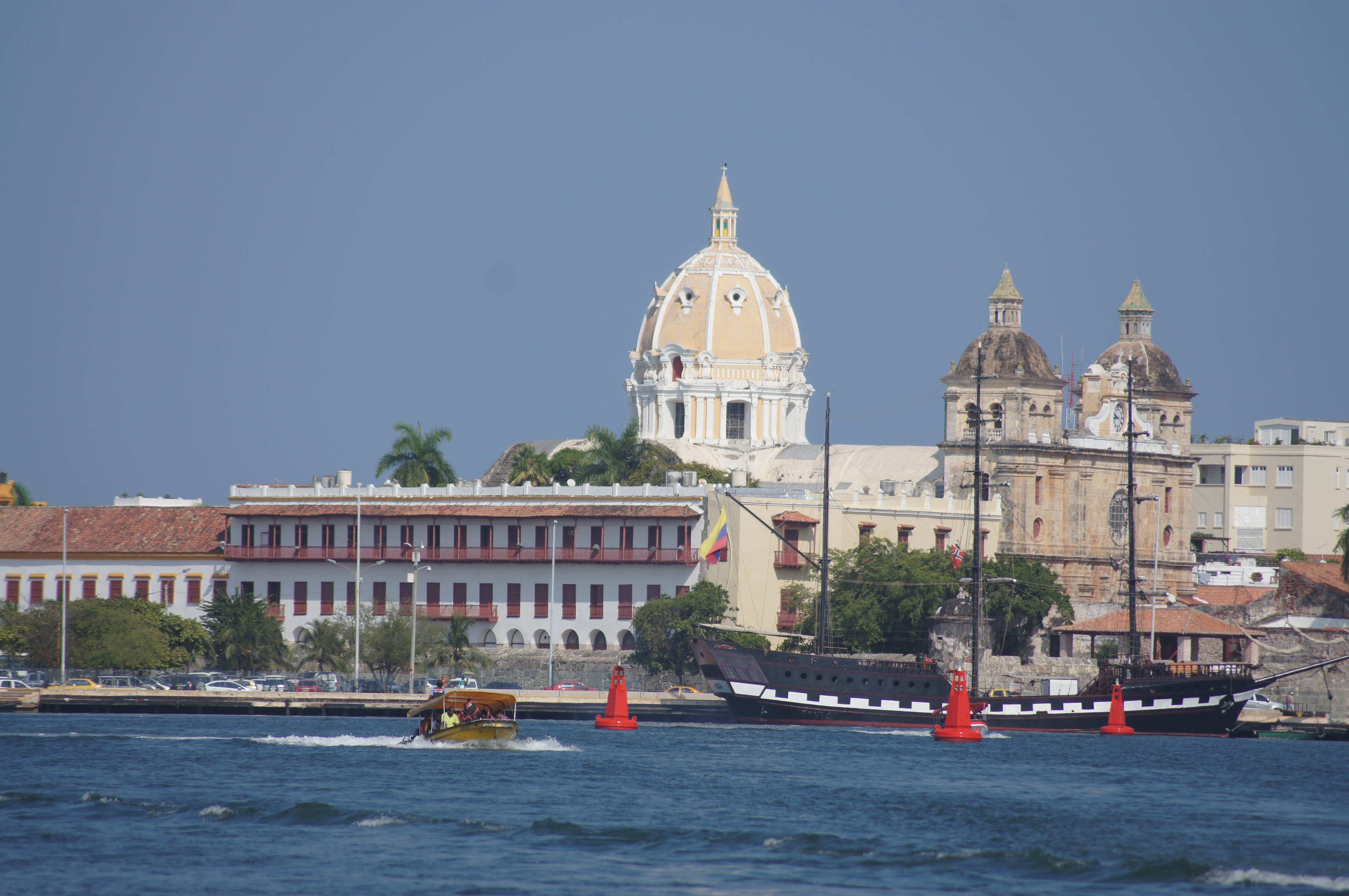
Vista de la Catedral de San Pedro Claver desde la Bahía.
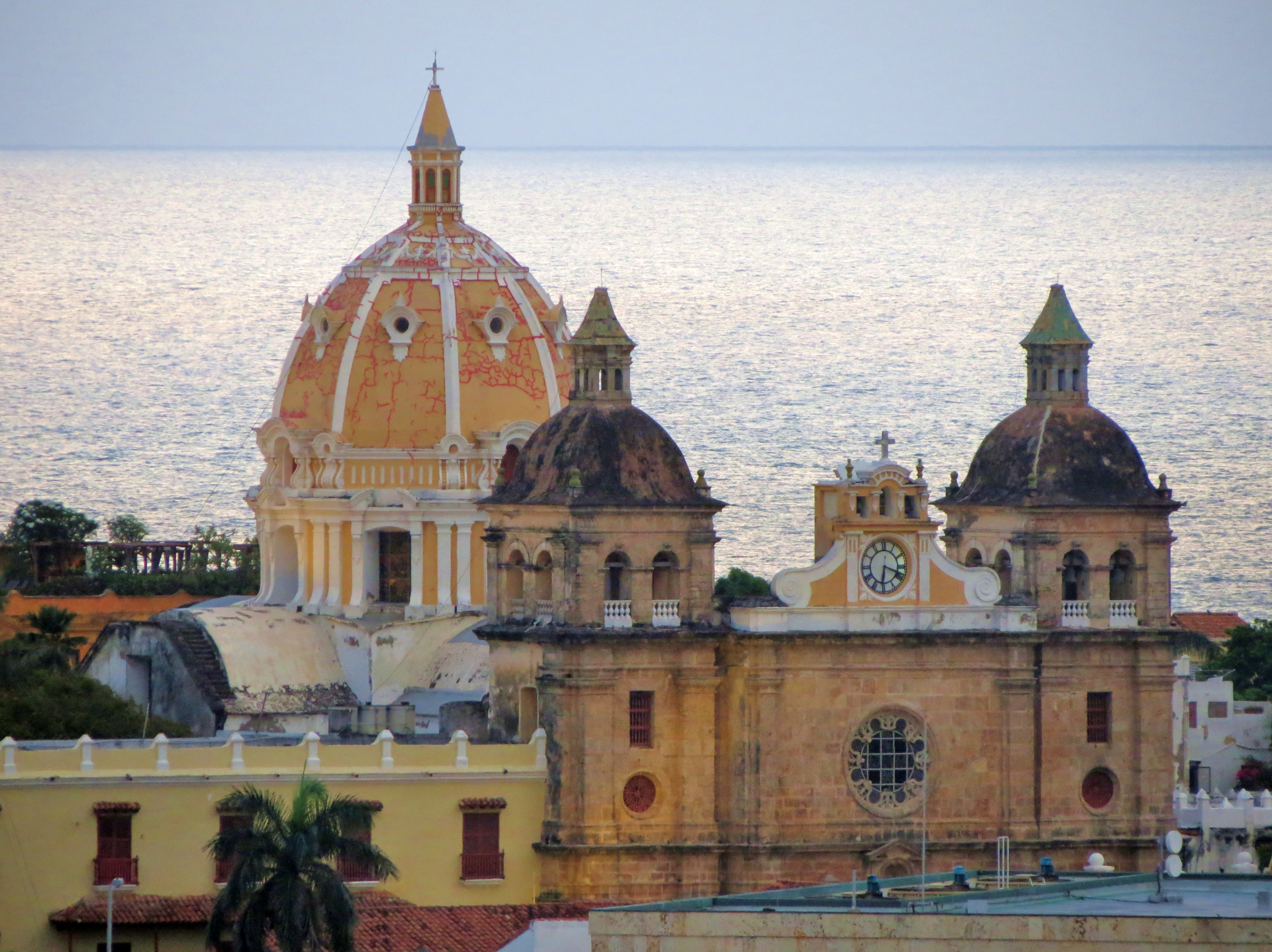
Panorámica de la iglesia San Pedro Claver.
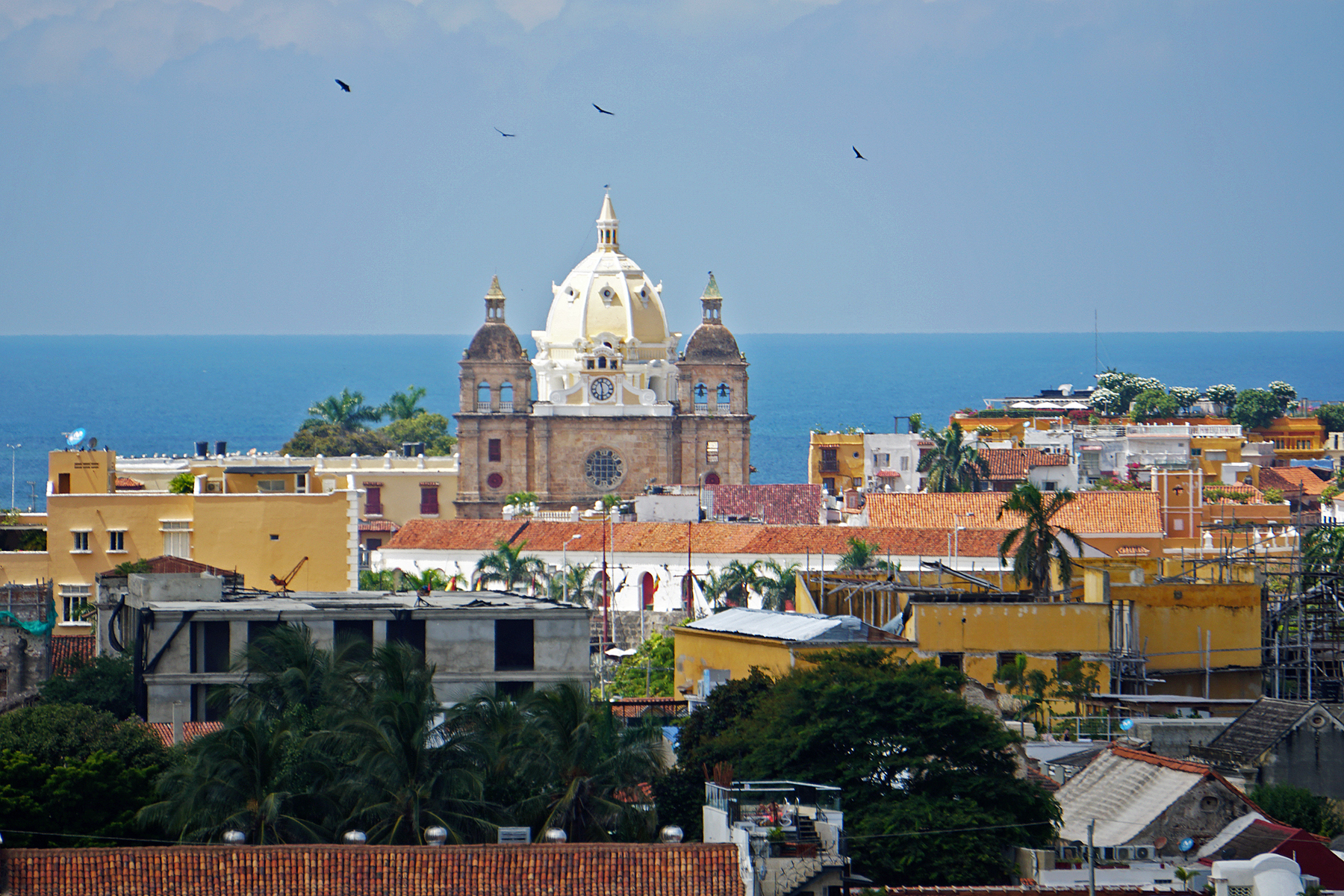
Panorámica de la iglesia San Pedro Claver desde el castillo de San Felipe.
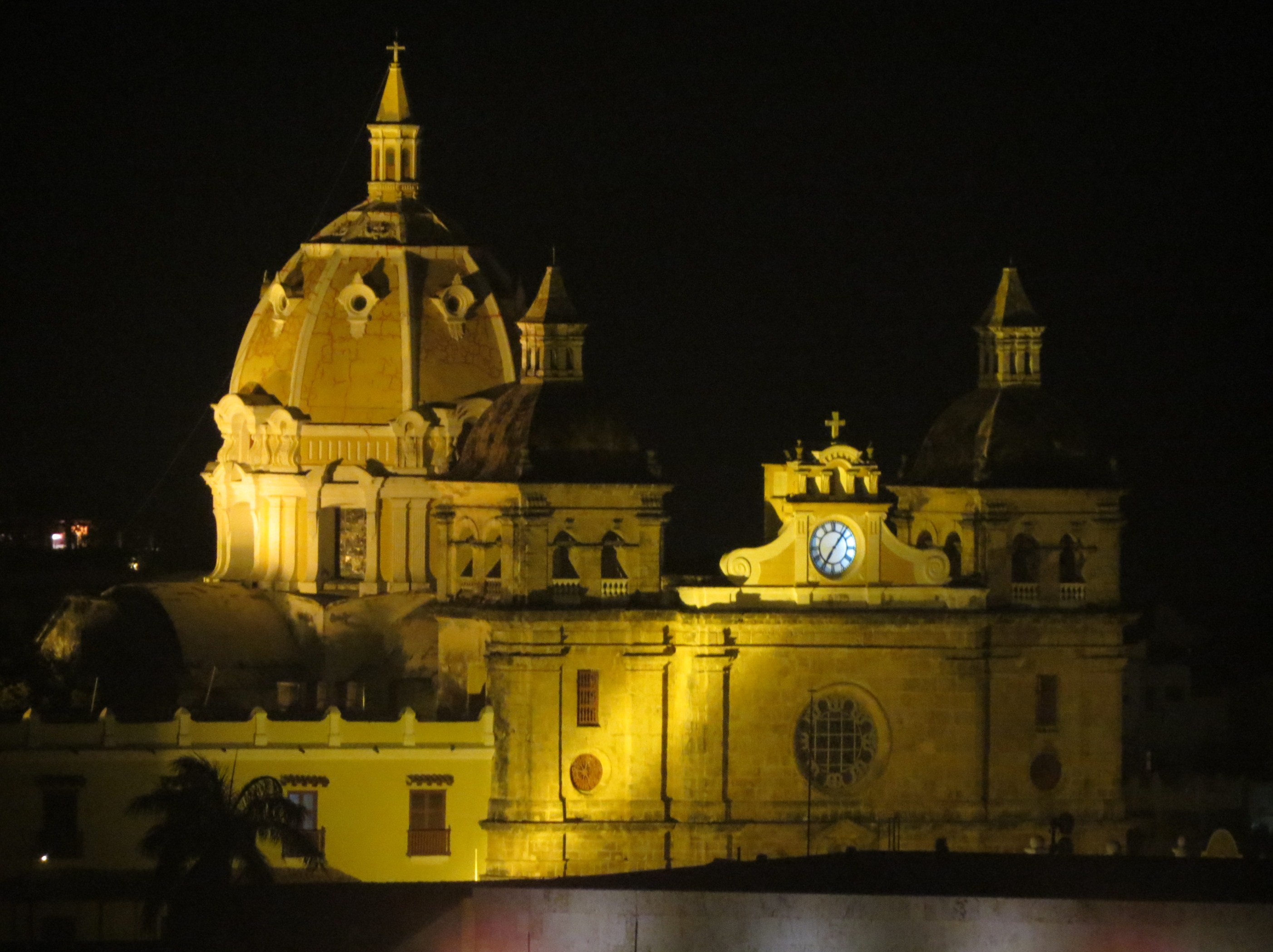
Vista nocturna de la iglesia San Pedro Claver.
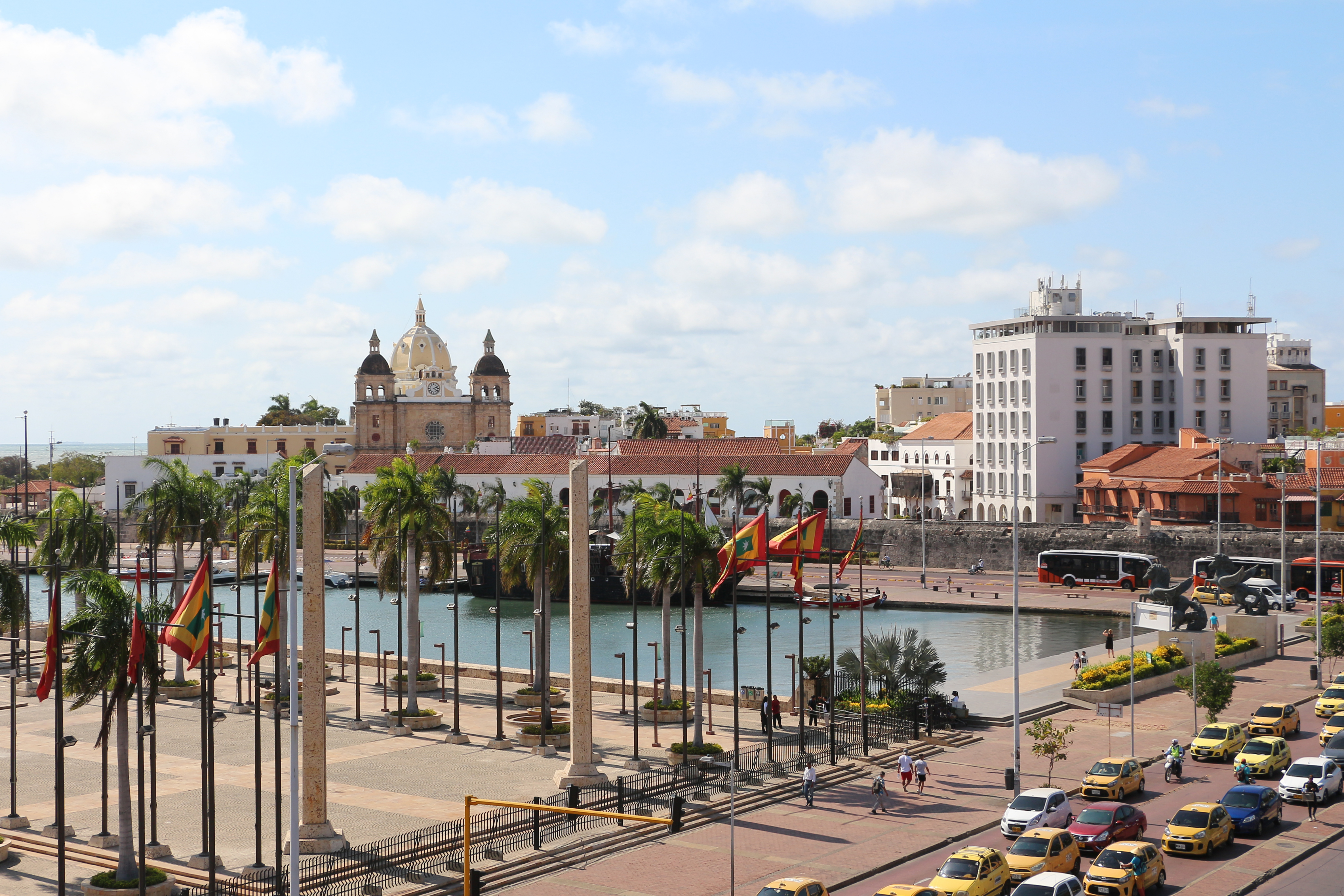
Muelle de Los Pegasos, con la catedral de fondo.
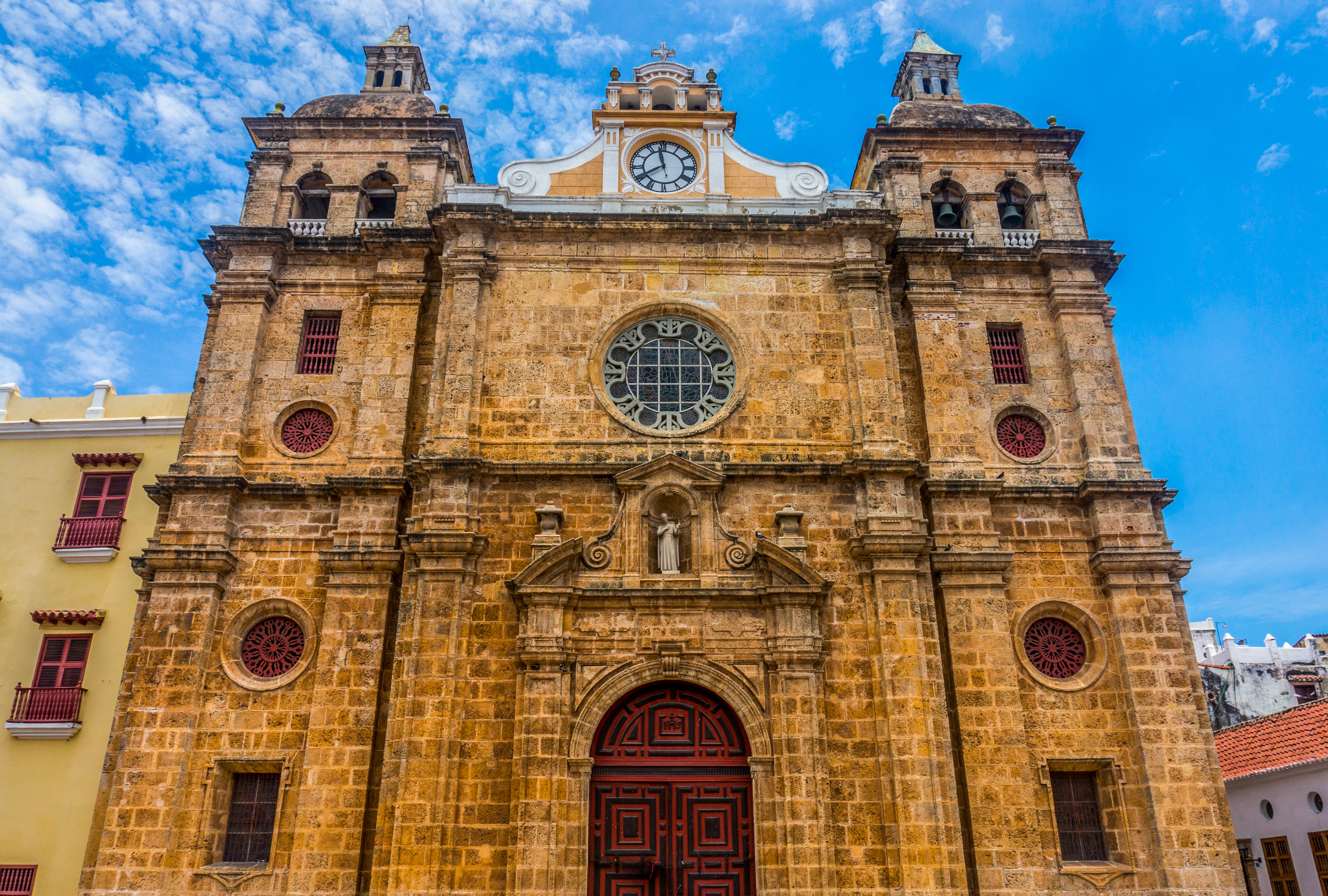
Fachada principal de la iglesia San Pedro Claver.
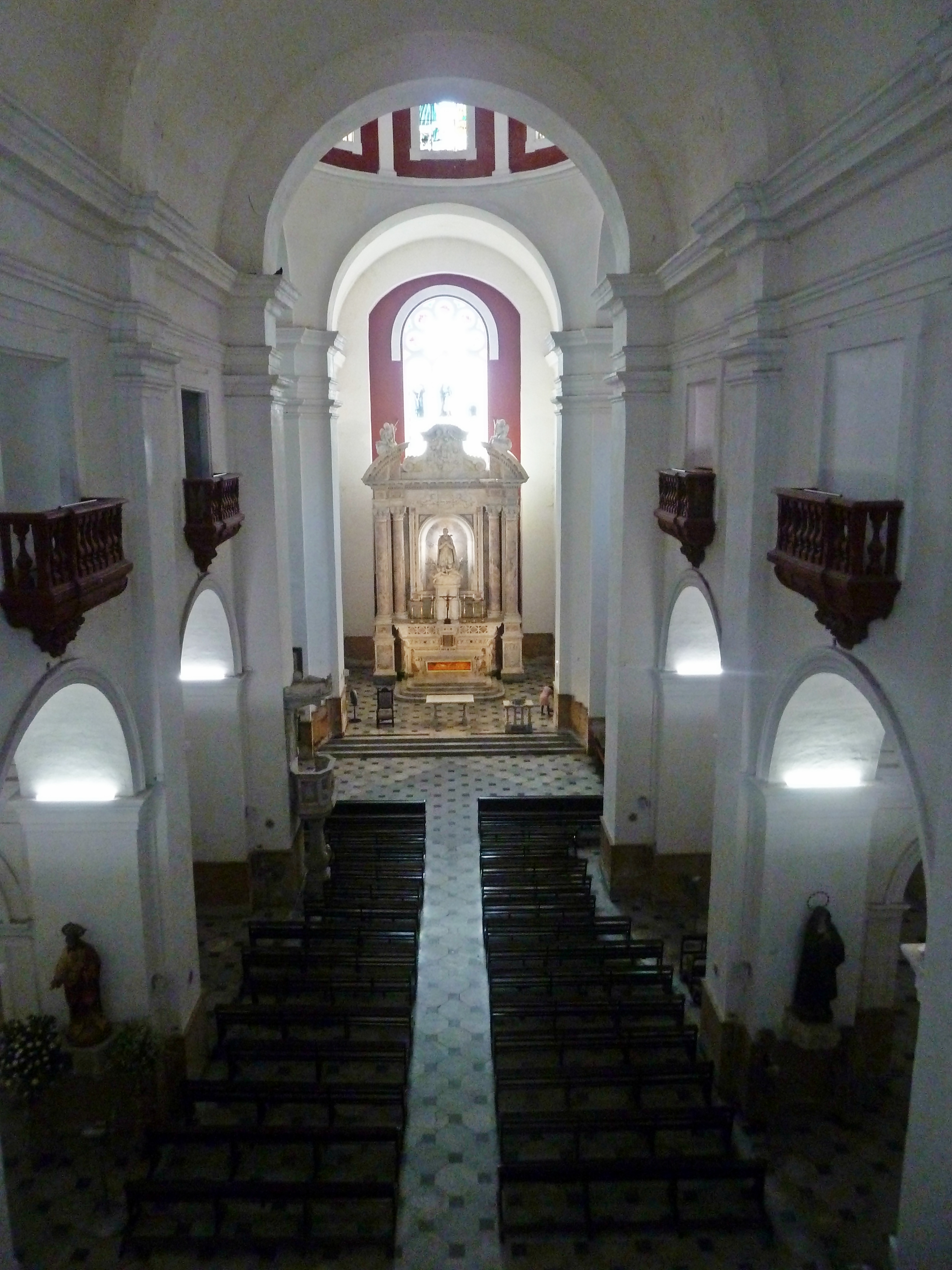
Vista interior de la iglesia San Pedro Claver.